# Малиган
Малиган — река в Ишимбайском районе Башкортостана, приток Чишмы. Высота истока — 340 м над уровнем моря.
В деревне Кузяново впадает приток Тыскакелга, затем Малиган впадает в Чишму.